# Cristandade gótica
Cristandade gótica refere-se à religião Cristã dos Godos, e, às vezes, dos Gépidas, Vândalos, Burgúndios, que usaram a tradução da Bíblia de Úlfilas para o Gótico e suas doutrinas e práticas comuns. O Cristianismo Gótico é a primeira instância da cristianização dos povos germânicos que estava associado ao semi-arianismo Homoiano do credo de Rimini ou Credo de Nike, que completou mais de um século antes do batismo do rei Franco Clóvis I.
Enquanto pode-se supor que o "Gótico" da Europa foi construído pelos Godos, este não é o caso. Algumas estruturas que datam da era Gótica ainda existem na Europa, e aqueles que não se conformam com o estilo da arquitetura Gótica, que data do século XII. O termo "arquitetura Gótica" foi originalmente pejorativo que significa algo como "bruto e bárbaro" que não se relacionava com a história dos Godos.
As tribos góticas se converteram ao Cristianismo em algum momento entre 376 e 390. Os cristãos góticos eram seguidores da visão (Homoiana) associados pelos seus oponentes com o presbítero Ário. As diferenças teológicas entre este e a dominante Trinitária são discutidos no Arianismo. Após saquearem Roma, os visigodos deslocaram-se à Hispânia e Aquitânia (sul da Gália). Tendo sidos expulsos da Gália, os Godos hispânicos formalmente abraçaram o Catolicismo no Terceiro Concílio de Toledo, em 589.

## Doutrina

### Cristologia

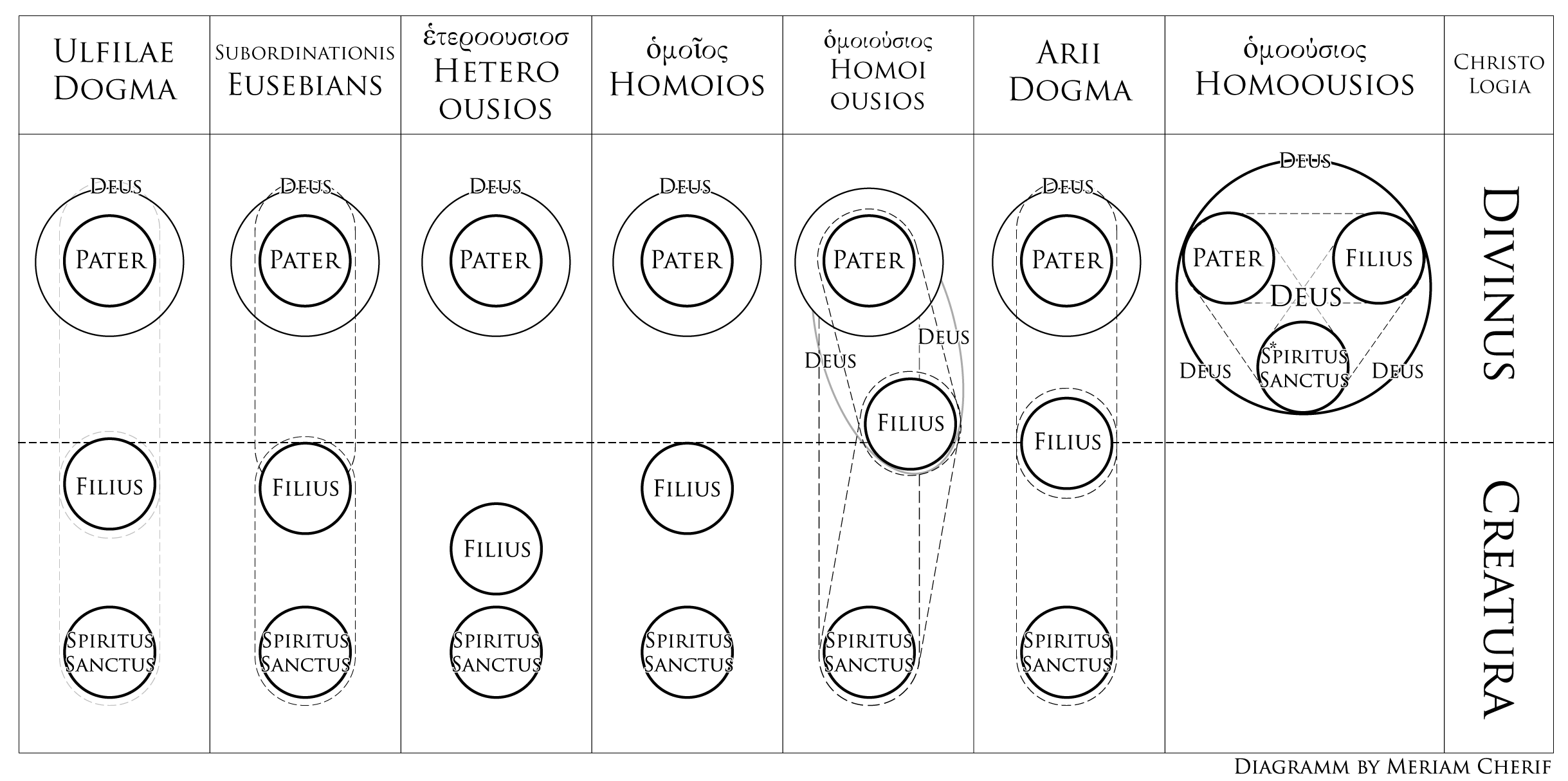
Explicação das diversas visões Cristologicas

A Cristandade Gótica era associada ao arianismo mais especificamente ao semi-arianismo Homoianos,está visão se opunha a visão Homoousiana(consubstancial) e Homoiousiana(semelhante em substância),a visão Homoiana praticada pela cristandade gótica pregava que,Cristo era o filho de Deus gerado do pai antes de todos os séculos e semelhante ao Pai em todas as coisas segundo a escritura,mas sempre evitavam o uso da palavra substância(Ousia) por não estar contida nas escrituras,assim os Hmoianos góticos diziam que a divindade de Cristo era menor que a do Pai embora semelhante a ele.

### Credo Datado(Nike)
Este Credo foi produzido durante o quarto concílio de Sirmio,este Concilio foi convocado por Constâncio II após ter visto uma chance de produzir um credo em comum entre Homoiousianos e Homoianos e posteriormente acabar com a divisão trazida após a ascenção do arianismo. Constâncio II pretendia convocar um concílio universal(assim como seu pai Constantino),e unificar o cristianismo no império Romano sob uma visão "arianizante",para isso antes ele convocou um concílio preparatório em Sirmio com os principais representantes das visões homiana e Homoiousiana onde eles deveriam chegar a um consenso e escrever um Credo que seria apresentado no futuro concílio para convencer os outros bispos.
Os bispos presentes no Concílio foram: Basílio de Ancira,Germínio de Sirmio,Valente de Mursa,Usársio de Sigiduno,Jorge de Alexandria , Pancrácio de Pelusium e Marcos de Aretusa.
Ao término desse pequeno concilio a tese de Marcos de Aretusa foi a utilizada e ele quem escreveu o credo,o credo foi chamado de Datado pois ele era datado em 22 de Maio de 559.
Após isso o imperador Constâncio II convocou o concílio universal,mas ao invés de reunir a toda a igreja Constâcio II para evitar divisões entre oriente e Ocidente convocou dois concílios um em Arimium para o Ocidente e outro em Selêucia para o Oriente,em Arimium os bispo de maioria Nicena reafirmaram sua crença no credo de Niceia, enquanto em Selêucia a situação foi ainda mais desastrosa com grande parte de Homoiousianos o concílio foi incapaz de chegar a um consenso e o bispo Acácio pôs seu próprio credo em discussão,no final o Credo Datado não foi aceito nem no Ocidente nem no Oriente.
Para resolver isto Constâncio transferiu o Concilio de Arimium para Nike na Trácia e enviou Valente de Mursa para tentar convencer os bispos ocidentais do Credo Datado,os bispos ocidentais obrigaram Valente a anatematizar Ário e algumas de suas doutrinas publicamente além de mudarem o credo em vários aspectos adicionando vários anátemas,já a questão do concílio de Selêucia foi resolvida em novo concílio em Constantinopla em 31 de Dezembro onde alguns Bispos orientais e ocidentais compareceram o Credo Datado foi assinado com algumas modificações e por isso é conhecido tanto como Credo Datado como Credo de Nike.
| Tradução de Hanson para o Inglês Credo Datado | Versão Grega de Atanásio Credo de Nike |
| --- | --- |
| Cremos em um único e verdadeiro Deus, o Pai Todo-Poderoso, criador e criador de todas as coisas: E em um Filho unigênito de Deus que antes de todos os tempos e antes de todo começo e antes de todo tempo concebível e antes de toda substância compreensível (οὐσίας) foi gerado impassivelmente de Deus por meio de quem os séculos foram estabelecidos e todas as coisas vieram à existência, gerado como unigênito, único do único Pai, semelhante ao Pai que o gerou, segundo as Escrituras, cuja geração ninguém entende, exceto o Pai que o gerou. | Πιστεύομεν εἰσ ἕνα θεόν, πατέρα παντοκράτορα, ἐξ οὗ τὰ πάντα, καὶ εἰς τὸν μονογενῆ υἱὸν τοῦ θεοῦ, τὸν πρὸ πάντων αἰώνων καὶ πρὸ πάσης ἀρχῆς γεννηθέντα ἐκ τοῦ θεοῦ, δι' οὗ τὰ πάντα ἐγένετο, τὰ ὁρατά καἰ τἀ ἀόρατα, γεννηθέντα δὲ μονογενῆ, μόνον ἐκ μόνου τοῦ πατρὸς, θεὸν ἐκ θεοῦ, ὅμοιον τῷ γεννήσαντι αὐτὸν πατρί κατὰ τὰς γραφάς, οὗ τὴν γένεσιν οὐδεὶς γινώσκει εἰ μὴ μόνος ὁ γεννήσας αὐτὸν πατήρ. |
| Sabemos que Ele é o Filho unigênito de Deus, que desceu dos céus por ordem do Pai para pôr fim ao pecado, e nasceu (γεννηθέντα) de Maria, a Virgem, e andou com seus discípulos e cumpriu toda a estratégia (οἰκονομίαν) de acordo com a vontade de seu Pai; ele foi crucificado e morreu e desceu aos lugares subterrâneos e cumpriu sua missão ali, e os porteiros do Inferno (Hades) estremeceram quando o viram; e ele ressuscitou dos mortos no terceiro dia e conversou com seus discípulos e cumpriu toda a dispensação (οἰκονομίαν) e quando os quarenta dias foram cumpridos ele foi elevado ao céu e está sentado à direita do Pai, e virá novamente no último dia da ressurreição na glória de seu Pai para recompensar a todos de acordo com suas obras: | τοῦτον οἴδαμεν μονογενῆ θεοῦ υἰὸν πέμποντος τοῦ πατρός παραγεγενῆσθαι ἐκ τῶν οὐρανῶν, ὡς γέγραπται, ἐπὶ καταλύσει τῆς ἀμαρτίας καὶ τοῦ θανἀτου καὶ γεννηθέντα ἐκ πνεύματος ἀγίου, ἐκ Μαρίας τῆς παρθένου τὸ κατὰ σάρκα, ὠς γέγραπται, καὶ ἀναστραφέντα μετὰ τῶν μαθητῶν καὶ πάσης τῆς οἰκονομίας πληρωθείσης κατὰ τὴν πατρικὴν βούλησιν σταθρωθέντα καὶ ἀποθανόντα καὶ ταφέντα καὶ εἰς τὰ καταχθόνια κατεληλυθέναι, ὅντινα καὶ αὐτὸς ὁ ᾄδης ἔπτηξεν, ὅστις καὶ ἀνέστη ἐκ τῶν νεκρῶν τῇ τρίτῃ ἡμήρᾳ καὶ διέτριψε μετὰ τῶν μαθητῶν, καὶ πληρωθεισῶν τεσσαράκοντα ἡμερῶν ἀνελήφθη εἰς τοὺς οὐρανοὺς καὶ καθέζεται ἐν δεξιᾷ τοῦ πατρὸς ἐλευσόμενος ἐν τῇ ἐσχάτῃ ἡμέρᾳ τῆς ἀναστάσεως ἐν τῇ πατρικῇ δόξῃ, ἵνα ἀποδῷ ἑκάστῳ κατὰ τὰ ἔργα αὐτοῦ |
| E no Espírito Santo que o próprio Unigênito de Deus, Jesus Cristo, prometeu enviar à raça dos homens, o Paráclito, conforme o texto [confusão de Jo 16.7, 13s.; 14.16f; 15.26]. | καὶ εἰς το ἅγιον πνεῦμα, ὅπερ αὐτὸς ὁ μονογενὴς τοῦ θεοῦ υἱὸς ὁ Χριστὸς ὁ κύριος καὶ ὁ θεὸς ἡμῶν ἐπηγγείλατο πέμπειν τῷ γένει τῶν ἀνθρώπων παράκληετον, καθάπερ γέγραπται· »τὸ πνεῦμα τῆς ἀληθεάς«, ὁπερ αὐτοῖς ἔπεμψεν, ὅτε ἀνῆλθεν εἰς τοὺς οῤανούς. |
| A palavra ousia, porque quando foi ingenuamente inserida pelos nossos pais, embora não familiar às massas, causou perturbação, e porque as Escrituras não a contêm, decidimos que deveria ser removida, e que não deveria haver absolutamente nenhuma menção a ousia em relação a Deus para o futuro, porque as Escrituras não fazem nenhuma menção à ousia do Pai e do Filho. | τὸ δἐ ὄνομα τῆς οὐσίας, ὁπερ ἁπλουστερον ὑπὸ τῶν πατέρων ἐτέθη, ἀγνοούμενον δἐ τοῖς λαοῖς σκάνδαλον ἔφερε, διότι μηδὲ ἁι γραφαὶ τοῦτο περιέχοθυσιν, ἤπεσε περιαιρεθῆναι καὶ ᾶντελῶς μηδεμἰαν μνήμην τοῦ λοιποῦ γίνεσυαι, ἐπειδήπερ καὶ αἱ θεῖαι γραφαὶ οὐδαμῶς ἑμνημόνεθσαν περὶ οὐσίας πατρὸς καὶ υἱοῦ. |
| nem deve uma hipóstase ser aplicada à Pessoa (prosopon) do Pai e do Filho e do Espírito Santo. | καὶ γὰρ οὐδὲ ὀφείλει ὑπόστασις περὶ πατρὸς καῖ υἱοῦ καὶ ἁγίου πνεύματος ὁνομάζεσθαι. |
| Mas declaramos que o Filho é semelhante ao Pai em todos os aspectos (ὄμοιον κατὰ πάντα), como também declaram e ensinam as Sagradas Escrituras. | ὅμοιον δὲ λέγομεν τῷ πατρί τὀν υἱόν, ὡς λἐγουσιν ἁι θεῖαι γραφαῖ καῖ διδάσκουσι. |
| E que sejam anátemas todas as heresias que já foram anteriormente condenadas, e quaisquer outras que recentemente se opuseram ao credo aqui estabelecido. | πᾶσαι δὲ αἱ αἱρέσεις αἵ τε ἤδη πρότερον κατεκρίθησαν, καὶ αἵτινες ἑάν καινότεραι γένωνται, ἑναντίαι τυγχάνουσαι τῆς ἑκτεθείσης ταξυτης γραφῆς, ἁνάθεμα ἔστωσαν. |

Este Credo foi endossado em Constantinopla por Wufilas bispo ariano dos Godos,sendo assim provavelmente foi muito importante para a Teologia transmitida aos Godos por Wufilas como veremos nas visões de Wufilas abaixo.

### Regra de Fé de Wufilas
Veremos abaixo a profissão de fé feita pelo bispo Wufilas no seu leito de morte,podendo assim desfrutar um pouco do que foi sua Teologia.

"Acredito em um só Deus Pai, único ingerado e invisível, e em seu Filho unigênito, nosso Senhor e Deus, artífice e criador de toda a criação, que não tem ninguém como ele (similem suum) – portanto, há um só Deus, o Pai de todos que é também Deus do nosso Deus – e num só Espírito Santo, poder que ilumina e santifica, como Cristo disse depois da ressurreição aos seus apóstolos (citação de Lucas 24:49 e Atos 1:8), e ele (citação de Lucas 24:49 e Atos 1:8), e ele ( isto é, o Espírito) não é Deus nem nosso Deus, mas o ministro de Cristo… subordinado e obediente em todas as coisas ao Filho, e o Filho subordinado e obediente em todas as coisas ao seu Deus e Pai…"

### Credo de Wufilas
Vejamos também o Credo de Wufilas,feito por seu filho adotivo Auxêncio de Dorustorum onde ele descrevia toda a doutrina pregada por seu pai durante seus dias de vida
| Credo de Wufilas |
| --- |
| Ele nunca hesitou em pregar… um único Deus verdadeiro, o Pai de Cristo, de acordo com o próprio ensinamento de Cristo, sabendo que este único Deus verdadeiro é unicamente ingerado, sem começo, sem fim, eterno, sublime, elevado, exaltado, a origem mais elevada, superior a qualquer superioridade, melhor do que qualquer bondade, infinito, incompreensível, invisível, imensurável, imortal, indestrutível, incomunicável, incorpóreo, incomposto, simples, imutável, indiviso, imóvel, sem precisar de nada, inacessível, inteiro (inscissum), não sujeito a regras , incriado, desfeito, perfeito, existindo de forma única (in singularitate extantem), incomparavelmente maior e melhor que tudo. |
| E quando ele estava sozinho, não para criar divisão ou redução de sua Divindade, mas para a revelação (ostensionem) de sua bondade e poder, somente por sua vontade e poder, impassivelmente ele mesmo impassível, indestrutivelmente ele mesmo indestrutível, e inamovivelmente ele mesmo imóvel ele criou e gerou, fez e fundou o Deus Unigênito. |
| De acordo com a tradição e a autoridade das Escrituras divinas ele (Ulfilas) nunca escondeu que este segundo Deus e originador de tudo vem do pai e depois do Pai e por causa do Pai e para a glória do Pai, mas ele sempre mostrou que de acordo com o santo Evangelho ele (Cristo) é também o grande Deus e grande Senhor e grande Mistério e grande Luz… o Senhor que é o Provedor e Legislador, Redentor, Salvador… o Originador, o primeiro Juiz de vivos e mortos, que tem este Deus e Pai como seu superior, porque ele (Ulfilas) desprezou e pisoteou o credo odioso e execrável, mau e perverso dos Homoousianos como uma invenção diabólica e doutrina de demônios.                                |
| E ele mesmo conheceu e entregou até nós que se o poder incansável do Deus unigênito é abertamente proclamado como tendo facilmente tornado tudo o que é celestial e terreno, invisível e visível, e é acreditado correta e fielmente por nós, cristãos, por que o poder impassível de Deus, o Pai, não deveria ser creditado por ter tornado Alguém adequado para si mesmo? |
| Mas… através de seus sermões e seus escritos ele (Ulfilas) mostrou que existe uma diferença de divindade entre o Pai e o Filho, entre o deus ingerado e o deus unigênito, e que o Pai é o criador de todo o criador. , mas o Filho é o criador de toda a criação, e o Pai é o Deus do Senhor, mas o Filho é o Deus de toda a criação. |

Podemos ver pelo que nós restou do que foi a teologia de Wufilas que pode ter influenciado a Cristandade Gótica que a clara distinção entre o Pai o único Deus,Todo Poderoso e o Filho que é identificado como Nosso Deus(A palavra Deus (Theos),por vezes tinha um significado mais amplo não se referindo apenas ao único Deus mas mesmo a Divindades menores),grande senhor,juiz e etc,contudo vemos também a radical subordinação do filho em relação ao Pai em suas palavras como a última parte da sua regra de fé "e o Filho subordinado e obediente em todas as coisas ao seu Deus e Pai",vemos também que a palavra substância Ousia em grego nunca é citada,vendo a influência da visão Homoiana na teologia de Wufilas.

### Síntese
Então como já vimos no início com a explicação da Cristologia e agora com os Credos e a Teologia de Wufilas que muito influenciou a Cristandade Gótica que a Cristandade Gótica era de Teologia semi-ariana entendendo a divindade de Cristo como menor,negando a consubstancialidade e até o conceito de substância,ficando contente em dizer que o filho era parecido com o pai em todas as coisas segundo as escrituras.

## História

### Origens

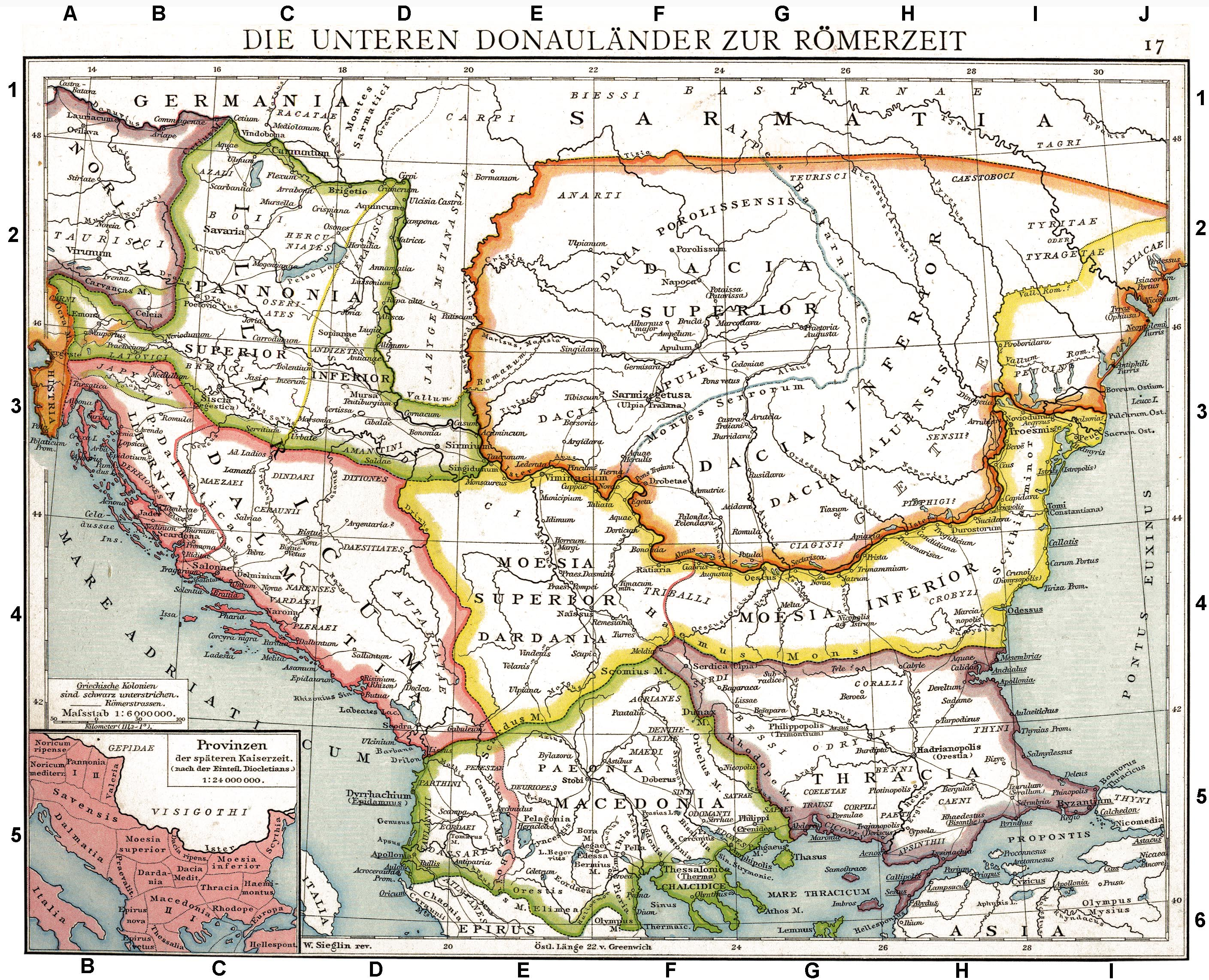
Províncias romanas ao longo do Íster (Danúbio), mostrando Dácia, Mésia e Trácia, com Sarmácia ao norte e Germânia ao noroeste.

Durante o século III, as tribos germânicas orientais, moveram-se em direção ao sudoeste, migrando para os territórios da Dácia anteriormente sob controle Sármatas e Romanoo, e a confluência das culturas do Leste-Germânico, Sármata, Dácia e Romana resultou no surgimento de uma identidade gótica. Parte dessa identidade, foi a adesão a uma religião pagã, a natureza exata de que, no entanto, permanece incerto. Em 238, um exército descrito pelos Romanos como Gótico atravessou Danúbio e saquearam a província Romana na Mésia Inferior, fazendo inúmeros reféns, que foram, mais tarde, levados de volta a Roma, em troca de compensação monetária. Dentro de dois anos, possivelmente na base de um acordo contratual que acabou com os saques - os Godos foram alistados no Exército Romano por Gordiano III na campanha contra os Persas, que terminou entre 243-244. Na conclusão desta campanha, os soldados góticos foram liberados do serviço militar e todas as subvenções foram interrompidas. Este foi cumprida, com generalizada reprovação, e em 250, um grande exército composto dos Godos, Vândalos, Taifalos, Bastarnas e Carpos foi formado sob o rei godo Cniva. Em 251, o exército gótico invadiu as províncias romanas da Mésia e Trácia, derrotando e matando o imperador Romano Décio, e tomou uma série de (predominantemente do sexo feminino) cativos, muitos dos quais eram Cristãos. Isto é considerado o primeiro contanto dos Godos com o Cristianismo.

### Conversão
A conversão dos Godos para o Cristianismo foi relativamente um processo rápido, facilitado por um lado, pela assimilação dos (principalmente do sexo feminino) cristãos cativos na sociedade gótica e, pela adesão da sociedade Romana ao Cristianismo. Depois de algumas gerações de sua aparição nas fronteiras do Império, em 238, a conversão dos Godos para o Cristianismo foi quase total. A cruz cristã apareceu em moedas no Gótico da Crimeia logo após o Édito de Tolerância ser emitido por Galério em 311, e um bispo com o nome de Theophilas Gothiae esteve presente no Concílio de Niceia em 325. No entanto, a luta entre godos pagãos e cristãos continuou ao longo de todo este período, e perseguições religiosas, ecoando a Perseguição de Diocleciano (302-11) ocorreu com freqüência. Cristãos godos como Vereca, Batuíno e outros foram martirizados pela ordem de Vingurico em 370, e Saba foi martirizado por ordem de Atanarico em 372.

### Bispo Úlfilas
O sucesso inicial experimentado pelos Godos encorajou-os a se envolver em uma série de campanhas de ataques no fim do século III - muitos dos quais resultaram em ter numerosos cativos enviados de volta para os assentamentos góticos ao norte do Danúbio e o Mar Negro. Úlfilas, que se tornou bispo dos Godos, em 341, era neto de uma mulher cristã cativa em Sadagoltina na Capadócia. Serviu nesta posição para os próximos sete anos. Em 348, um dos restantes reis góticos pagãos (reikos) começou a perseguir os godos cristãos, e Úlfilas e muitos outros cristãos godos fugiram para a Mésia Secunda no Império Romano. Ele continuou a servir como bispo para os godos cristãos na Mésia, até sua morte em 383.
Úlfilas foi ordenado por Eusébio de Nicomédia, bispo de Constantinopla, em 341. Eusébio foi um aluno de Luciano de Antioquia e uma figura líder de uma facção Cristológica de pensamento que ficou conhecida como Arianismo, em homenagem a seu amigo e colega, Ário de Alexandria.

### Tradução da Bíblia de Úlfilas

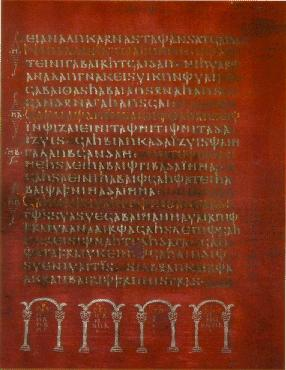
Primeira página do Códice Argênteo, o mais velho sobrevivente do manuscrito de Úlfilas do século IV, tradução da Bíblia.

Entre 348 e 383, Úlfilas traduziu a Bíblia do grego para o Gótico idioma. Assim, alguns Cristãos arianos no ocidente usaram as línguas vernáculas - neste caso Gótico - para serviços, como fizeram muitos cristãos nicenos no oriente (cf. bíblia síria, bíblia cóptica), enquanto cristãos nicenos no ocidente utilizaram o latim, mesmo em áreas onde o Vulgar latim não era o vernáculo. Ironicamente, o Gótico, provavelmente, persistiu como uma língua litúrgica em igrejas arianas-góticas, mesmo depois que seus membros tinham vindo a falar latim vulgar como língua materna.

### Cristandade gótica no Império Romano
De acordo com Patrick Amory, as igrejas góticas tinha laços estreitos com outras igrejas arianas do Império Romano no ocidente.

### Cristianismo ostrogótico

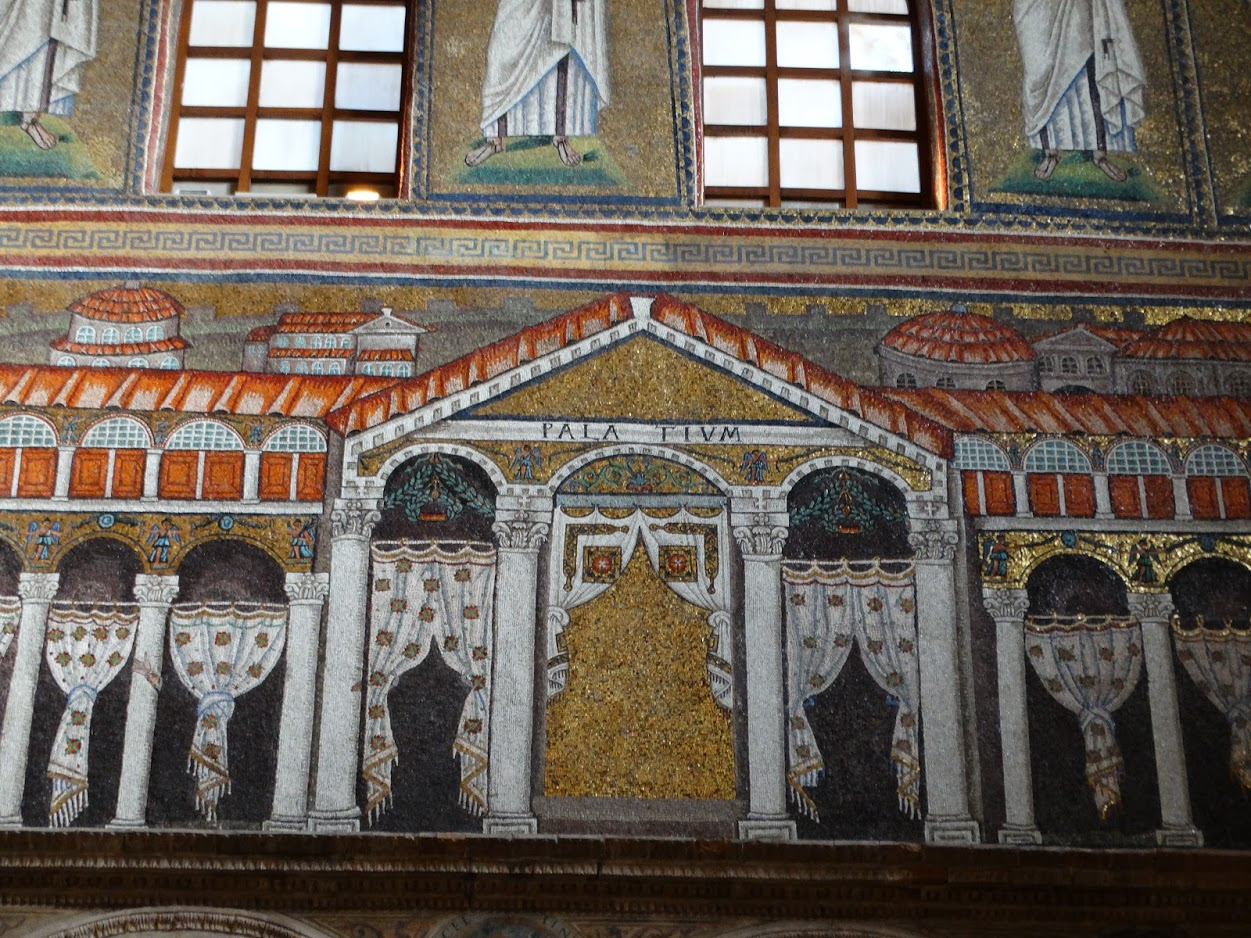
Mosaico Ostrogodo do Palácio de Teodorico na Basílica de Santo Apolinário Novo,originalmente uma igreja ariana construída a mando de Teodorico o Grande.

Depois de 493, o reino Ostrogótico incluiu duas áreas, Itália e grande parte dos Bálcãs, que tinha grandes igrejas arianas. O arianismo tinha mantido algum presença entre os Romanos na Itália durante o tempo entre sua condenação pelo Império e conquista ostrogoda. No entanto, desde o Arianismo, na Itália, foi reforçado pelos (a maioria arianos) godos vindo dos Bálcãs, a Igreja ariana na Itália tinha, eventualmente, vir a chamar-se "Igreja dos Godos", até o ano 500.

## Forma de organização
Inicialmente os godos tinham apenas um bispo para o povo inteiro que era chamado, "Bispo dos Godos", mas com o tempo e conforme o arianismo foi adotado por outros povos germânicos houve um relaxamento em relação as estruturas eclesiásticas e como geralmente estes povos estavam em constante movimento tinham geralmente seus sacerdotes os acompanhando para realizar serviços religiosos.
O arianismo entre os reinos formandos pelos povos bárbaros não tinha uma organização eclesiástica forte, pois muitas vezes não encontramos referências a bispos arianos nas cidades dominadas pelos góticos ou outros povos bárbaros,e quando são citados como bispos por autores nicenos geralmente não reflete a real natureza de como este clérigo era visto pelos próprios arianos,mas sim como uma relação de equivalência em relação aos termos da hierarquia comum aos Nicenos, alguns clérigos arianos associados ao rei que compunham um espécie de colégio sacerdotal tiveram alguma proeminência no cenário religioso nos reinos bárbaros arianos,nós encontramos geralmente menções a sacerdotes que detinham uma certa importância e eram mais ou menos equivalentes aos bispos nicenos.
Mas em alguns reinos como o reino visigodo houve algum esforço para estabelecer uma hierarquia religiosa mais organizada,por exemplo o visigodo rei Leovigildo em 580, realizou um sínodo ariano provavelmente realizado entre o seu colégio sacerdotal onde eles decidiram aceitar a conversão de clérigos nicenos ao arianismo sem a necessidade de rebatismo, assim ao invés de nomear bispos arianos para as cidades visigodas ele tentou converter bispos nicenos ao arianismo, ele foi bem sucedido em Saragoça convertendo o bispo Vicente de Saragoça, porém em Mérida ele não conseguiu converter o bispo gótico niceno Masona, pela grande importância da cidade de Mérida Leovigildo nomeou um bispo ariano para a cidade, Suna.
Após a morte de Leovigildo em 586 e a ascenção de Reccaredo I que optou pela conversão ao catolicismo, convocou um novo concílio niceno, o terceiro concílio de Toledo, onde estiveram presentes alguns bispos arianos indicando que Leovigildo instalou bispos arianos "rivais" aos bispos nicenos nas cidades visigodas, mas a partir daí o arianismo decairia gradualmente no reino visigodo e o então bispo ariano Suna acabou sendo exilado para a Mauretania e o arianismo encontrou seu último reduto no reino Lombardo que tinha como os outros reinos bárbaros uma fraca organização eclesiástica, e o reino Lombardo que posteriormente acabou se convertendo ao catolicismo.